# Flinders Reefs
Flinders Reefs är rev i Korallhavsöarna i Australien..
Det består av två atoll-liknande rev med ett antal små rev längs den yttre ringen.
- North Flinders Reefs
  - North Reef
  - East Ribbon Reef
  - Toe Reef
  - Main Cay Reef (Sand Cay)
  - Cod Reef
  - South West Reef
  - Mid Reef
  - North West Reef
- South Flinders Reefs
  - Channel Reef
  - Horseshoe Reef (med Horseshoe Lagoon på insidan revet)
  - Entrance Reef